# Grüner See (Hundelshausen)

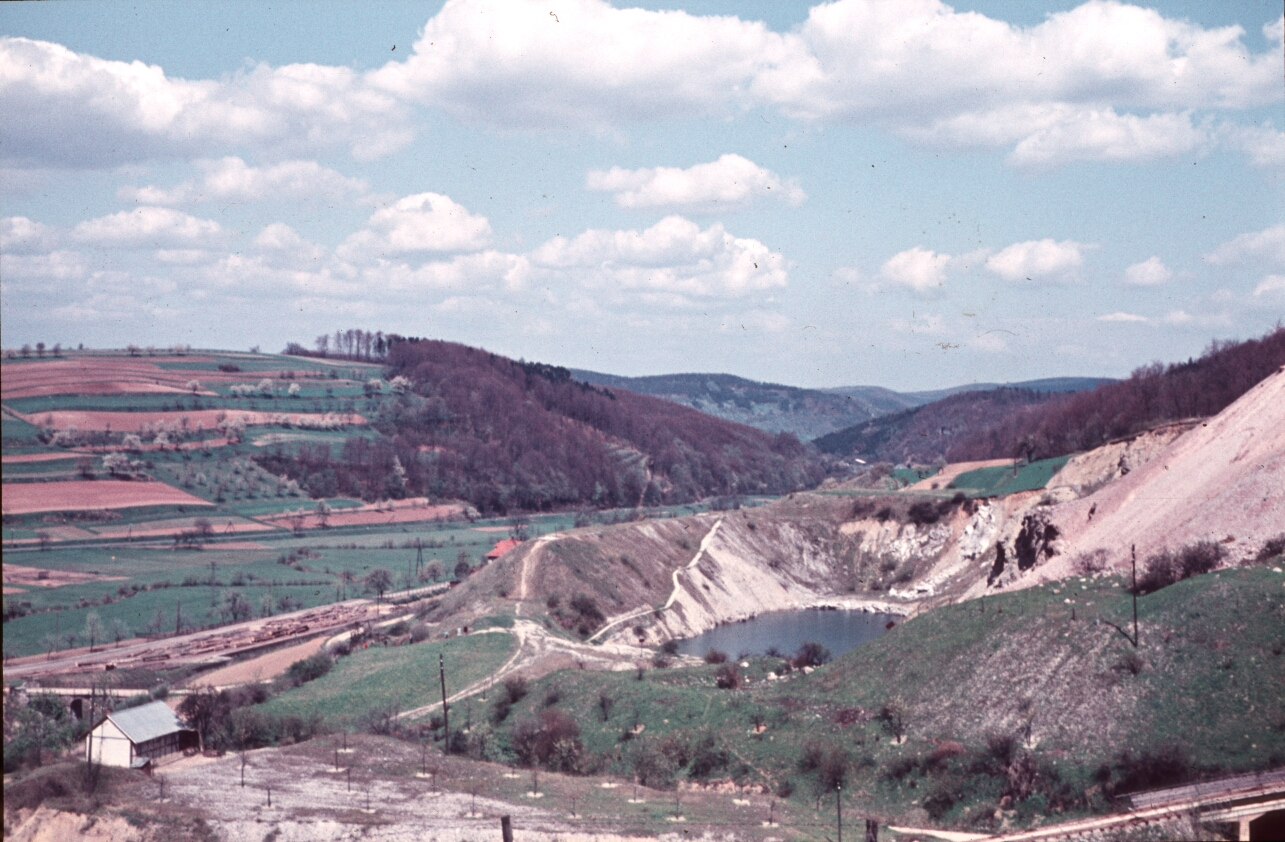
Blick nach Nordnordwesten in das Untere Gelstertal mit Grünem See (Sommer 1957)

Der Grüne See ist ein rund 5.000 m² großes Stillgewässer bei Hundelshausen, dem südlichsten Ortsteil der Stadt Witzenhausen im nordhessischen Werra-Meißner-Kreis. Der ehemalige Gipssteinbruch dient heute als Badesee.

## Geographie

### Lage
Der Grüne See liegt im Geo-Naturpark Frau-Holle-Land (Werratal.Meißner.Kaufunger Wald) beim Nordostrand des Dorfs Hundelshausen. Er befindet sich am Südwestfuß des Ellersteins (ca. 350 m). Etwa 200 m westlich des in Wald gelegenen Sees fließt der Werra-Zufluss Gelster.

### Naturräumliche Zuordnung
Der Grüne See liegt in der naturräumlichen Haupteinheitengruppe Osthessisches Bergland (Nr. 35) am Übergangsbereich der Haupteinheiten Fulda-Werra-Bergland (357) mit dem zur Untereinheit Kaufunger Wald und Söhre (357.7) gehörenden Naturraum Hinterer Kaufunger Wald (357.72) und Unteres Werrabergland (358) mit dem zur Untereinheit Unterwerrasattel (358.0) zählenden Naturraum Unteres Gelstertal (358.01).

## Entstehung
Der teilweise von steilen Hängen umgebene Grüne See entstand 1940, als sich durch in ein aufgelassenes Tagebaurestloch eines Gipssteinbruchs mit Grund-, Niederschlags- und Oberflächenwasser füllte. Seine grüne Farbe begründet sich durch seine Reichhaltigkeit an Phytoplankton.